# Кормая
Кормая (рум. Cormaia) — село у повіті Бистриця-Несеуд в Румунії. Адміністративно підпорядковане місту Синджорз-Бей.
Село розташоване на відстані 345 км на північ від Бухареста, 31 км на північний схід від Бистриці, 106 км на північний схід від Клуж-Напоки.

## Населення
За даними перепису населення 2002 року у селі проживали 822 особи, усі — румуни. Рідною мовою 821 особа (99,9%) назвала румунську.